# 纳塔利娅·沃罗宁娜
纳塔利娅·谢尔盖耶芙娜·沃罗宁娜（俄语：Наталья Сергеевна Воронина，1994年10月21日—）生于下诺夫哥罗德，是一名俄罗斯女子速度滑冰运动员，主攻长距离项目。她在两三岁时开始接触滑冰，她的母亲担任自己的第一任教练，最初练习花样滑冰，后来开始改练速度滑冰。她童年时除了滑冰以外，也有练习体操，但后来她放弃了体操，专攻滑冰。大学时，她在下诺夫哥罗德国立师范大学修读体育专业。2014年，她在日本带广市完成了自己的世界杯分站赛首秀。